# Éditions Alphonse Leduc
Éditions Alphonse Leduc is een Franse uitgeverij van bladmuziek, gevestigd aan de Rue de Grammont in Parijs.
Alphonse Girard-Leduc (1804-1868) was de drukker-oprichter van deze uitgeverij, hij werd in 1881 onderscheiden met het erelegioen. Hij drukte voor verschillende componisten. Zijn nageslacht, waaronder zijn zoon, zette het bedrijf verder voort. Het is anno 2024 nog steeds een familiebedrijf.  
Leduc nam in 1885 deel aan de Wereldtentoonstelling van Antwerpen.

## Prijzen
- Wereldtentoonstelling van 1878, Parijs: gouden en zilveren medaille.[3]
- Wereldtentoonstelling van 1879, Sidney

## Werken
- Fernand Oubradous
- Pierre Lantier